# Bursera standleyana
Bursera standleyana är en tvåhjärtbladig växtart som beskrevs av L. O. Williams & Cuatrec.. Bursera standleyana ingår i släktet Bursera och familjen Burseraceae. Inga underarter finns listade i Catalogue of Life.